# Bundesexekution
Die Bundesexekution ist in einem Staatenbund oder Bundesstaat das Recht des Bundes, gegen einzelne Mitglieder bzw. Gliedstaaten militärisch vorzugehen, wenn diese gegen Pflichten verstoßen, die sich aus der Mitgliedschaft im Bund ergeben. Der Begriff ist in Deutschland deckungsgleich mit der Bezeichnung „Reichsexekution“, abhängig vom jeweiligen Staatsnamen.

## Deutscher Bund
Die Bundesexekution war das Recht des Deutschen Bundes (1815 bis 1866), gegen die Regierung eines Mitgliedstaates vorzugehen, sofern dieser sich Bestimmungen der Deutschen Bundesakte oder anderen Bundesbeschlüssen widersetzte. Ein Bundeskommissar wurde eingesetzt, der für die Durchführung der Maßnahmen verantwortlich war.
Grundlage der Bundesakte waren Artikel 31 der Wiener Schlussakte und die Exekutionsordnung von 1820. Um einen Staat zur Einhaltung seiner Verpflichtungen zu zwingen, waren folgende Maßnahmen vorgesehen:
- die militärische Besetzung des Staatsgebiets
- die Übernahme der Regierungsgewalt bis hin zur Absetzung des regierenden Fürsten und
- die Aufhebung von Verfassungsbestimmungen, die gegen Bundesrecht verstießen.

Bundesexekutionen im Deutschen Bund:
- 1830 gegen Braunschweig, weil dessen Herzog Karl II. sich weigerte, die unter seinem Vormund, dem britischen König Georg IV. erlassene Verfassung anzuerkennen.
- 1834 gegen Frankfurt in der Folge des Frankfurter Wachensturms
- Bundesexekution gegen die Herzogtümer Holstein und Lauenburg von 1863, wegen der Einbeziehung Schleswigs in die dänische Verfassung, woraus sich der Deutsch-Dänische Krieg von 1864 entwickelte
- 1866 gegen Preußen aus Anlass des Streits um die Verwaltung Schleswig-Holsteins (siehe Bundesbeschluss vom 14. Juni 1866). Der folgende Deutsche Krieg um die Vorherrschaft im Deutschen Bund führte schließlich zur Auflösung des Deutschen Bundes.

Die Bundesexekution ist zu unterscheiden von der Bundesintervention, die sich nicht gegen die Regierung eines Mitgliedstaates richtete, sondern gegen bundesfeindliche Bewegungen, und dazu diente, die monarchisch-legitimistische Ordnung und die öffentliche Ruhe zu sichern. Zu unterscheiden ist auch der Bundeskrieg, um Angriffe fremder Mächte abzuwehren.

## Österreich
Das österreichische, von Hans Kelsen ganz maßgeblich geprägte, Verfassungsrecht kennt den Begriff „Bundesexekution“ nicht. In der österreichischen Verfassungslehre wird der Begriff dennoch verwendet bzw. auch als „Bundeszwang“ bezeichnet und durch den Begriff „Bundesaufsicht“ ergänzt. Bei einer Gesamtabfrage im österreichischen Rechtsinformationssystem wird mit dem Suchbegriff „Bundesexekution“ auf Artikel 146 B-VG verwiesen. In Artikel 146 B-VG wird normiert:

„(1) Die Exekution der Erkenntnisse des Verfassungsgerichtshofes nach Art. 126a, Art. 127c Z 1 und Art. 137 wird von den ordentlichen Gerichten durchgeführt.“

„(2) Die Exekution der übrigen Erkenntnisse des Verfassungsgerichtshofes liegt dem Bundespräsidenten ob. Sie ist nach dessen Weisungen durch die nach seinem Ermessen hiezu beauftragten Organe des Bundes oder der Länder einschließlich des Bundesheeres durchzuführen. Der Antrag auf Exekution solcher Erkenntnisse ist vom Verfassungsgerichtshof beim Bundespräsidenten zu stellen. Die erwähnten Weisungen des Bundespräsidenten bedürfen, wenn es sich um Exekutionen gegen den Bund oder gegen Bundesorgane handelt, keiner Gegenzeichnung nach Art. 67.“

Durch diese offene Formulierung in Artikel 146 Abs. 2 B-VG ergibt sich, dass die Exekution des Artikel 146 Abs. 2 B-VG auch von den Bundesländern gegen den Bund geführt werden kann. Dies entspricht der grundsätzlichen Gleichstellung der Bundesländer mit dem Bund im österreichischen Verfassungsrecht.

## Schweiz
Bundesexekution bezeichnet in der Schweiz Zwangsmaßnahmen des Bundes gegenüber einzelnen Kantonen, wenn diese ihren Bundespflichten nicht nachkommen. Grundlage dazu ist Art. 173 Abs. 1 Bst. e und Art. 185 der Bundesverfassung. Mittel der Bundesexekution sind die Erfüllung der Pflicht durch den Bund auf Kosten des Kantons (Ersatzvornahme) oder die vorübergehende Einstellung (Sistierung) von Subventionen. Letztes Mittel wäre ein militärisches Vorgehen gegen den renitenten Kanton. Die Bundesexekution wird durch die Bundesversammlung beschlossen, nur bei Dringlichkeit darf sie der Bundesrat beschliessen (Art. 185 Abs. 4 BV). Die Durchführung obliegt dem Bundesrat. Folgende Voraussetzungen müssen für die Durchführung der Bundesexekution kumulativ gegeben sein:
1. Verletzung von Bundespflichten durch die Kantone
2. Zwangsandrohung
3. Mahnung
4. Fristensetzung

Zudem kann ein Kanton vor der Exekution das Bundesgericht mit Klage anrufen, wenn er sich durch den Bund ins Unrecht versetzt sieht.
Die Bundesexekution ist in der Schweiz zu unterscheiden von der Bundesintervention. Letztere dient dem Schutz von kantonalen Organen gegen Aufruhr und Störung gemäß Art. 52 der Bundesverfassung und kann mit dem Einsatz von Truppen verbunden werden. Dabei besteht heute gewohnheitsrechtlich das Prinzip, dass zunächst kantonale Polizeiorgane zum Einsatz gelangen und Armee-Einheiten des Bundes erst subsidiär bei dringendem Bedarf aufgeboten werden sollen.

## Verwandte Begriffe
Während die Bundesexekution im Deutschen Bund sich gegen einen Gliedstaat richtete, der seinen Pflichten nicht nachkommen wollte, war die Bundesintervention eine Hilfe für einen Gliedstaat, der durch Unruhen in Bedrängnis geriet, die er selbst nicht unterdrücken konnte.
Die Bundesexekution ist das rechtliche Äquivalent zur Reichsexekution im Heiligen Römischen Reich und im Deutschen Reich. Im Grundgesetz von 1949 der Bundesrepublik Deutschland lautet der Begriff Bundeszwang.